# 5744 Yorimasa
5744 Yorimasa eller 1990 XP är en asteroid i huvudbältet som upptäcktes den 14 december 1990 av de båda japanska astronomerna Takeshi Urata och Akira Natori vid JCPM Yakiimo Station. Den är uppkallad efter Minamoto no Yorimasa.
Asteroiden har en diameter på ungefär 3 kilometer och den tillhör asteroidgruppen Matterania.